# Arenaria edulis
Arenaria edulis là loài thực vật có hoa thuộc họ Cẩm chướng. Loài này được S.Watson mô tả khoa học đầu tiên năm 1886.